# Janez Rugelj
Janez Rugelj, slovenski psihiater, * 17. julij 1929, † 15. februar 2008.
Rugelj je bil medijsko najbolj znan slovenski psihiater. Večino svojega dela je posvetil zdravljenju alkoholizma, med svoje uspehe lahko šteje več kot 500 zdravljenih alkoholikov in drugih nerealiziranih ljudi. S svojimi radikalnimi pogledi na uživanje alkohola, partnerske odnose, probleme istospolne usmerjenosti, predvsem pa na parametre človekove samouresničitve, je Rugelj v številnih polemičnih javnih razpravah dobil tako goreče privržence kot sovražnike. Poizkuse zatiranja svoje socialnoandragoške psihoterapevtske metode je dvakrat premagoval z gladovno stavko. Rugljev model idealnega ravnovesja med moškim in žensko temelji na vzajemni empatičnosti med partnerjema, kjer vsakdo zaseda vlogo, ki mu naravno pripada. Mnogi njegovi drastični in konfliktni pogledi na družbo so sicer namenjeni provokaciji oz. prebuditvi ljudi iz apatije. Rugelj opozarja, da je lahko posameznik uspešen le, če se razvija kot vsestransko bitje. V ta razvoj sodi redna telovadba, tek, planinarjenje, branje temeljnih humanističnih del in pisanje utrinkov o njih ter izobraževanje z namenom dosege superiornosti na svojem delovnem področju. Malo pred (svojo in njegovo) smrtjo mu je predsednik Janez Drnovšek podelil zlati red za zasluge RS.